# Quend
Quend è un comune francese di 1 412 abitanti situato nel dipartimento della Somme nella regione dell'Alta Francia.
Quend condivide con Conchil-le-Temple il fiume Authie.

## Società

### Evoluzione demografica
Abitanti censiti